# Gare de Lommel
La gare de Lommel (en néerlandais : station Lommel) est une gare ferroviaire belge de la ligne 19, de Mol à Budel (Pays-Bas) située près de Lommel dans la commune éponyme, dans la province de Limbourg en Région flamande.
Depuis la fermeture des guichets, en 2015, c'est un point d'arrêt non gardé (PANG) à accès libre de la Société nationale des chemins de fer belges (SNCB) desservi par des trains InterCity (IC) d'Heure de pointe (P) et Touristiques (T).

## Histoire

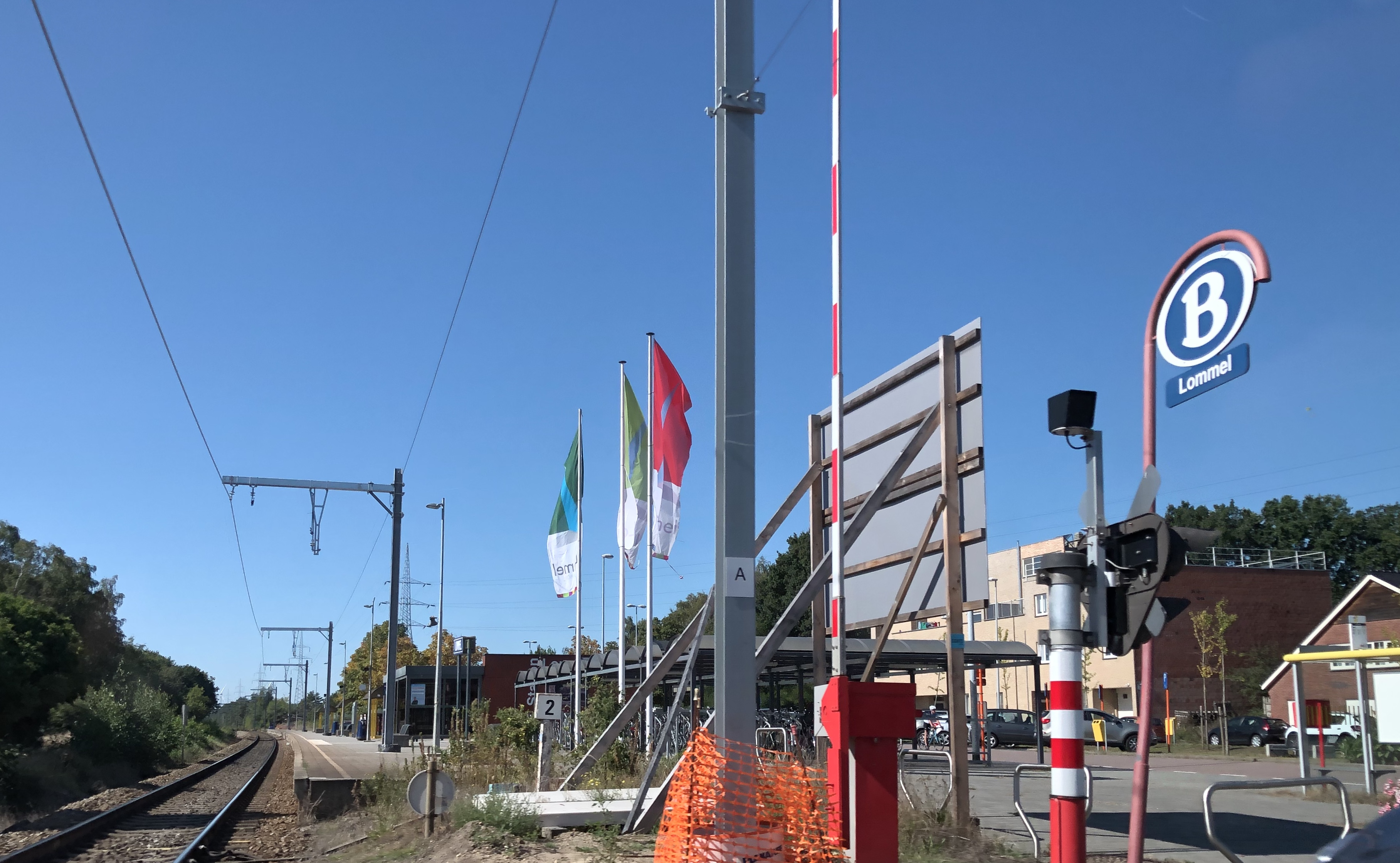
Électrification en 2021.

La compagnie du Grand Central belge met en service la ligne de Mol à Neerpelt et Hamont le 5 juin 1879.
Toutes les gares entre Mol et Neerpelt ferment aux voyageurs le 4 septembre 1953. La ligne est cependant rouverte en 1978.
Le bâtiment d'origine est remplacé vers 1978 par un bâtiment moderne à toit plat. Ce bâtiment fut rénové en profondeur dans les années 2000 ; il accueille désormais un magasin-buvette en plus du guichet. Les guichets ont fermé en 2015.
La caténaire est mise en fonctionnement en juin 2021. Les trains vers Anvers sont désormais en bonne partie électriques et un nouveau train P Neerpelt - Bruxelles-Midi s'est ajouté.

## Service des voyageurs

### Accueil
Depuis 2015, la gare de Lommel est un point d'arrêt non gardé (PANG) à accès libre. L'achat des tickets s'effectue un automate de vente à proximité de l'ancien bâtiment.

### Desserte
Lommel est desservie par des trains InterCity (IC), d'Heure de pointe (P) et Touristiques (T) de la SNCB circulant sur la ligne commerciale 15 : Anvers - Lierre - Mol - Hasselt (voir brochure SNCB de la ligne 15).
La desserte est constituée de trains IC-10 reliant Anvers-Central à Hamont via Neerpelt et Mol, toutes les heures (en semaine comme le week-end).
Les jours de semaine se rajoute un unique train P de Neerpelt à Malines et Bruxelles-Midi, le matin, effectuant le trajet retour l'après-midi.
Le dimanche, en fin d'après-midi, il existe deux trains P reliant Hamont à Heverlee (près de Louvain) et deux un autre train P reliant Hamont à Mol (ils ne circulent pas durant les congés).
Durant les vacances d'été, un train ICT relie sept jours sur sept Neerpelt à Blankenberge, le matin, et effectue le trajet inverse en fin d'après-midi. Il permet également d'atteindre Malines, Termonde, Gand et Bruges.

## Comptage voyageurs
Ce graphique et tableau montre le nombre de voyageurs embarquant en moyenne durant la semaine, le samedi et le dimanche.
| Nombre de passagers qui embarquent à la gare de Lommel | Nombre de passagers qui embarquent à la gare de Lommel | Nombre de passagers qui embarquent à la gare de Lommel | Nombre de passagers qui embarquent à la gare de Lommel |
|                                                        | Semaine                                                | Samedi                                                 | Dimanche                                               |
| ------------------------------------------------------ | ------------------------------------------------------ | ------------------------------------------------------ | ------------------------------------------------------ |
| 1977                                                   | -                                                      | -                                                      | -                                                      |
| 1978                                                   | 116                                                    | 28                                                     | 79                                                     |
| 1979                                                   | 194                                                    | 39                                                     | 58                                                     |
| 1980                                                   | 237                                                    | 76                                                     | 111                                                    |
| 1981                                                   | 277                                                    | 49                                                     | 144                                                    |
| 1982                                                   | 302                                                    | 57                                                     | 120                                                    |
| 1983                                                   | 289                                                    | 78                                                     | 174                                                    |
| 1984                                                   | 276                                                    | 84                                                     | 161                                                    |
| 1985                                                   | 294                                                    | 121                                                    | 245                                                    |
| 1986                                                   | 300                                                    | 79                                                     | 173                                                    |
| 1987                                                   | 283                                                    | 84                                                     | 290                                                    |
| 1988                                                   | 358                                                    | 97                                                     | 273                                                    |
| 1989                                                   | 316                                                    | 106                                                    | 202                                                    |
| 1990                                                   | 323                                                    | 161                                                    | 258                                                    |
| 1991                                                   | 331                                                    | 143                                                    | 263                                                    |
| 1992                                                   | 359                                                    | 170                                                    | 280                                                    |
| 1993                                                   | 320                                                    | 178                                                    | 287                                                    |
| 1994                                                   | 424                                                    | 221                                                    | 308                                                    |
| 1995                                                   | 404                                                    | 184                                                    | 334                                                    |
| 1996                                                   | 467                                                    | 197                                                    | 370                                                    |
| 1997                                                   | 371                                                    | 224                                                    | 452                                                    |
| 1998                                                   | 357                                                    | 185                                                    | 347                                                    |
| 1999                                                   | 333                                                    | 178                                                    | 258                                                    |
| 2000                                                   | 320                                                    | 196                                                    | 322                                                    |
| 2001                                                   | 296                                                    | 216                                                    | 272                                                    |
| 2002                                                   | 284                                                    | 222                                                    | 281                                                    |
| 2003                                                   | 408                                                    | 258                                                    | 278                                                    |
| 2004                                                   | 431                                                    | 240                                                    | 280                                                    |
| 2005                                                   | 429                                                    | 285                                                    | 342                                                    |
| 2006                                                   | 459                                                    | 290                                                    | 328                                                    |
| 2007                                                   | 484                                                    | 296                                                    | 320                                                    |
| 2008                                                   | -                                                      | -                                                      | -                                                      |
| 2009                                                   | 501                                                    | 325                                                    | 415                                                    |
| 2010                                                   | -                                                      | -                                                      | -                                                      |
| 2011                                                   | -                                                      | -                                                      | -                                                      |
| 2012                                                   | 616                                                    | 201                                                    | 245                                                    |
| 2013                                                   | 645                                                    | 48                                                     | 298                                                    |
| 2014                                                   | 557                                                    | 293                                                    | 437                                                    |
| 2015                                                   | 461                                                    | 296                                                    | 410                                                    |
| 2016                                                   | 461                                                    | 256                                                    | 318                                                    |
| 2017                                                   | 564                                                    | 289                                                    | 418                                                    |
| 2018                                                   | 540                                                    | 298                                                    | 418                                                    |
| 2019                                                   | 449                                                    | 140                                                    | 283                                                    |
| 2020                                                   | 303                                                    | 71                                                     | 165                                                    |
| 2021                                                   | -                                                      | -                                                      | -                                                      |
| 2022                                                   | 457                                                    | 304                                                    | 476                                                    |
| 2023                                                   | 422                                                    | 181                                                    | 277                                                    |
| 2024                                                   | 471                                                    | 369                                                    | 385                                                    |